# Markowszczyzna
Markowszczyzna – wieś w Polsce położona w województwie podlaskim, w powiecie białostockim, w gminie Turośń Kościelna.
| SIMC    | Nazwa         | Rodzaj    |
| ------- | ------------- | --------- |
| 0042760 | Koło Cegielni | część wsi |
| 0042777 | Majątek       | część wsi |

W latach 1975–1998 miejscowość administracyjnie należała do województwa białostockiego.
Przez miejscowość przebiega droga wojewódzka nr 682.
Wierni kościoła rzymskokatolickiego należą do parafii św. Antoniego Padewskiego w Niewodnicy Kościelnej.

## Historia
W 1550 po raz pierwszy spotyka się zapisaną nazwę wsi Markowszczyzna. Była ona pierwotną siedzibą dóbr Niewodnica Koryckich.
Po śmierci Mikołaja Koryckiego dobra składające się z Markowszczyzny, Niewodnicy Koryckich, Czaplina, Trypuć, Niecek, Barszczówki, Mińc oraz Hodyszewa odziedziczyli synowie Jan i Paweł.
W latach 1600-1630 Niewodnica Koryckich była własnością Jana i Piotra Koryckich. Do Jana należał folwark Niewodnica Koryckich, do Pawła część Markowszczyzny. Inna część majątku przeszła w ręce Burzyńskich. W II poł. XVII nowymi właścicielami była rodzina Łyszczyńskich – posiadająca Markowszczyznę do 1928.
W pocz. XIX właścicielem Markowszczyzny był Ambroży Łyszczyński, deputat białostocki. W 1805 urodził się Adam Łyszczyński (zmarły w 1879), w czasie powstania listopadowego komisarz wojenny na Litwie, emigrant i działacz "Hotelu Lambert". W 1824 drugi syn Ambrożego, Witold, zbudował w Markowszczyźnie fabrykę sukna, którą następnie przeniesiono do Topól.